# 항소법원 (프랑스)

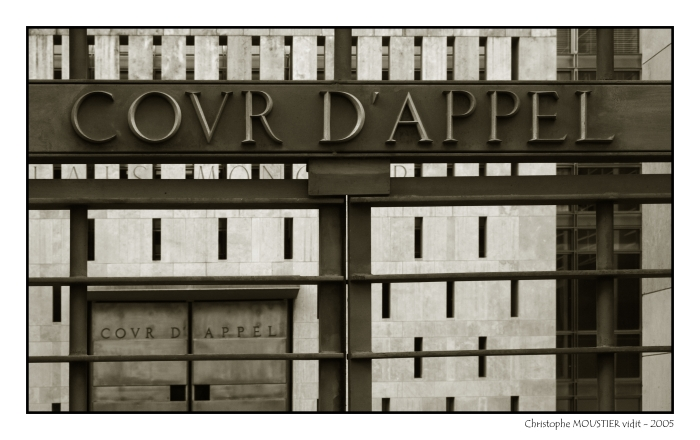
프랑스 항소법원의 입구

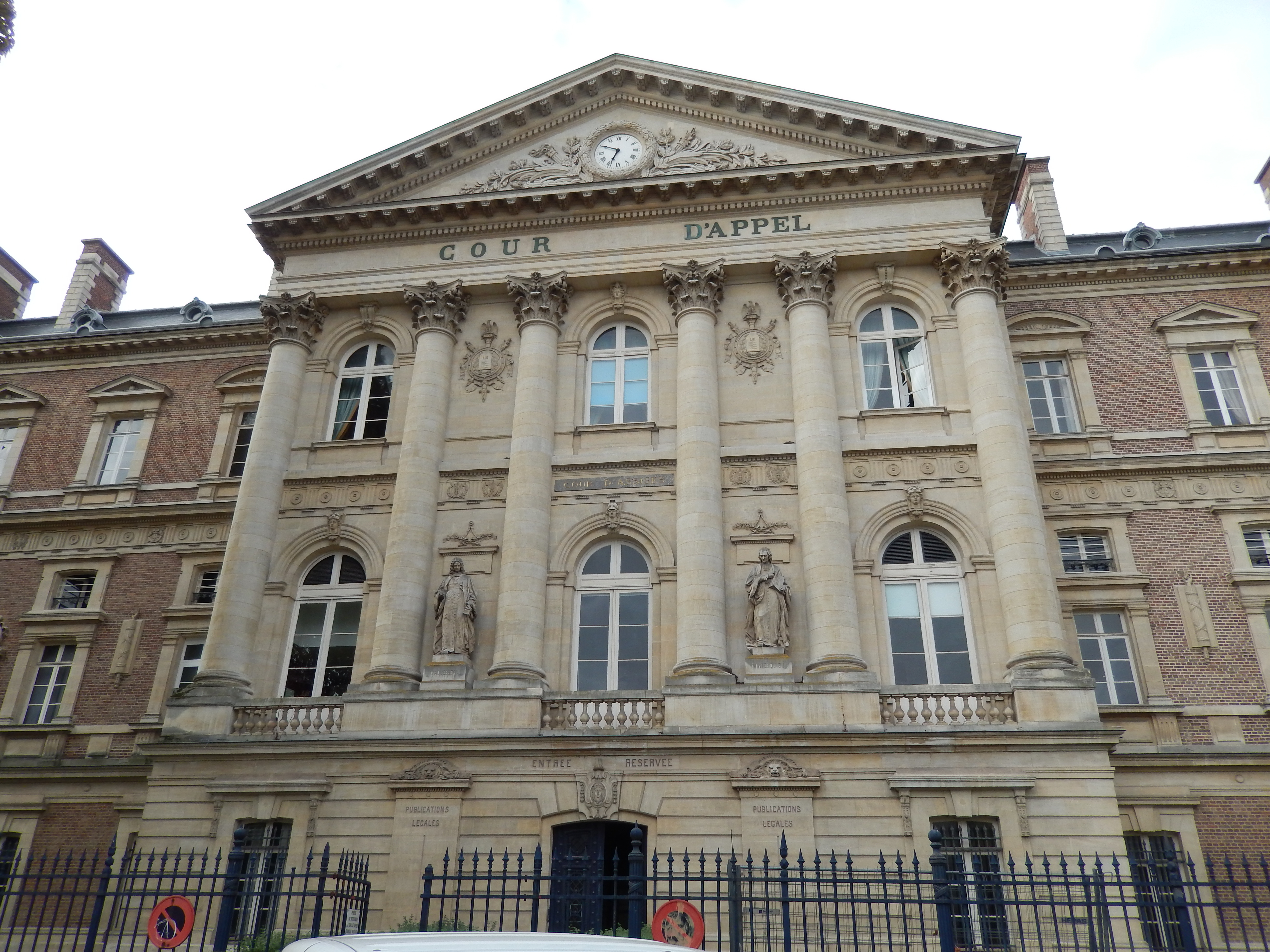
아미앵 항소법원

항소법원(프랑스어: cour d’appel)은 프랑스의 고등법원이다. 36개의 항소법원이 있다. 그 중 6개는 해외영토에 있다. 생피에르 미클롱에 1개의 tribunal supérieur d'appel이 있어서, 모두 37개의 법정에서 항소심을 재판한다.

## 판사의 구성
프랑스 항소법원은 3명의 판사가 합의제 재판을 한다.
- the first president (주심)
- a president of chamber (재판장)
- a councilor (배석판사)

또는, 재판장과 2명의 배석판사로 구성되는 것이 보통이다.

## 같이 보기
- 프랑스의 사법부
- 파기원